# Lộ Túy
Lộ Túy (tiếng Trung: 路粹; bính âm: Lù Cuì; ? – 214), tự Văn Úy (文蔚), là quan viên dưới quyền quân phiệt Tào Tháo thời Tam Quốc trong lịch sử Trung Quốc.

## Cuộc đời
Lộ Túy quê ở huyện Lâm Chương, quận Trần Lưu, Duyện Châu. Thời trẻ, Lộ Túy theo học Thái Ung, được khen ngợi là có tài văn chương.
Năm 190, Đổng Trác chuyên quyền, ép Hán Hiến đế dời đô đến Trường An. Lộ Túy cũng đi theo xa giá nhà vua đến đất Tam Phụ.
Năm 196, Hán Hiến đế chạy trốn khỏi Trường An, lại lọt vào tay Tào Tháo, bị ép dời đô đến Hứa, đặt niên hiệu Kiến An. Lộ Túy được Tào Tháo bổ nhiệm làm thượng thư lang, sau đó chuyển chức quân mưu tế tửu, cùng Trần Lâm, Nguyễn Vũ quản lý việc ghi chép sổ sách. Đến năm 198, thì Quách Gia được bổ nhiệm làm quân sư tế tửu, không rõ Lộ Túy lúc này vẫn giữ chức cũ hay đồng chức với Gia.
Năm 208, thừa tướng Tào Tháo giận thái trung đại phu Khổng Dung không có tài trị nước mà lại hay nói xấu mình, liền chỉ đạo thuộc cấp Lộ Túy viết tấu chương hặc tội Dung. Lộ Túy tấu rằng: Khổng Dung ở Bắc Hải, thấy vương thất lao đao, liền chiêu mộ môn đồ binh lính, có mưu đồ tạo phản. [Dung] từng nói: Ta là hậu duệ của Đại Thánh, không may mất ở Tống. Kẻ có được thiên hạ, hà tất chỉ là Mão Kim Đao? [Dung] móc nối với cửu khanh, không tuân theo lễ nghi của triều đình, khi đi lại không trùm khăn, có hành vi mạo phạm nơi cung cấm. Lại thường cùng Nễ Hành nói năng phóng đãng. Hành cũng Dung hay tâng bốc nhau. Nễ Hành gọi Khổng Dung là "Trọng Ni chưa mất", Khổng Dung gọi [Hành] là "Nhan Uyên tái sinh".
Tào Tháo biết Si Lự có thù với Khổng Dung, bèn thăng chức cho Lự làm ngự sử đại phu, cho giải quyết vụ án này. Cuối cùng, Tào Tháo lấy bốn tội danh xử chém Khổng Dung, cũng tru di cả nhà. Người đương thời thấy Khổng Dung bị diệt tộc, ai cũng sợ ngòi bút của Lộ Túy.
Năm 214, Lộ Túy được giữ chức bí thư lệnh, theo đại quân đến Hán Trung. Túy vi phạm lệnh cấm, tự ý lấy lừa trong quân để sử dụng, bị Tào Tháo xử tử.

## Gia đình
Tào Phi biết tin Lộ Túy bị giết, vô cùng thương tiếc. Năm 220, Tào Phi soán ngôi hoàng đế, lấy con của Lộ Túy làm trưởng sử.

## Tác phẩm
Lộ Túy có tác phẩm Lộ Túy tập gồm 2 quyển, nhưng đã thất lạc. Tác phẩm của Túy đến ngày nay chỉ còn lại bản tấu tố cáo Khổng Dung cùng với bức thư gửi Tào Tháo về chuyện Khổng Dung, được tập hợp trong Toàn Hậu Hán văn của Nghiêm Khả Quân.

## Trong văn hóa
Lộ Túy không xuất hiện trong tiểu thuyết Tam quốc diễn nghĩa của La Quán Trung.